# Municipio de Buffalo (condado de Jones)
El municipio de Buffalo (en inglés: Buffalo Township) es un municipio ubicado en el condado de Jones en el estado estadounidense de Dakota del Sur. En el año 2010 tenía una población de 39 habitantes y una densidad poblacional de 0,42 personas por km².

## Geografía
El municipio de Buffalo se encuentra ubicado en las coordenadas 43°51′53″N 100°38′46″O / 43.86472, -100.64611. Según la Oficina del Censo de los Estados Unidos, el municipio tiene una superficie total de 92.57 km², de la cual 92,57 km² corresponden a tierra firme y (0 %) 0 km² es agua.

## Demografía
Según el censo de 2010, había 39 personas residiendo en el municipio de Buffalo. La densidad de población era de 0,42 hab./km². De los 39 habitantes, el municipio de Buffalo estaba compuesto por el 94,87 % blancos, el 5,13 % eran amerindios. Del total de la población el 0 % eran hispanos o latinos de cualquier raza.